# Distretto di Yuancheng
Il distretto di Yuancheng (源城区S, YuánchéngP) è un distretto della Cina, situato nella provincia del Guangdong e amministrato dalla prefettura di Heyuan.